# Rien que nous deux
Pour plus de détails, voir Fiche technique et Distribution.
Rien que nous deux (I sogni nel cassetto) est un film dramatique franco-italien réalisé par Renato Castellani et sorti en 1957.

## Synopsis
Mario et Lucia, deux jeunes étudiants de l'université de Pavie, tombent amoureux. Le père de Lucia décide que la jeune fille doit interrompre ses études et retourner au village pour attendre le mariage, qui sera célébré après la remise du diplôme à Mario. Les deux jeunes gens décident donc de se marier. Leur bonheur sera de courte durée : Lucia mourra en donnant naissance à une petite fille.

## Fiche technique
- Titre italien : I sogni nel cassetto[1]
- Titre français : Rien que nous deux[2]
- Réalisateur : Renato Castellani
- Scénario : Renato Castellani d'après le roman d'Adriana Chiaromonte
- Photographie : Leonida Barboni
- Montage : Jolanda Benvenuti (it)
- Musique : Roman Vlad
- Décors : Renato Castellani
- Costumes : Giorgio Venzi
- Maquillage : Otello Fava
- Production : Angelo Rizzoli, Jone Tuzi, Robert Chabert
- Société de production : Rizzoli Film, Francinex
- Pays de production :  Italie -  France
- Langue originale : italien
- Format : Noir et blanc - 1,37:1 - Son mono - 35 mm
- Durée : 106 minutes
- Genre : Drame sentimental
- Dates de sortie :
  - Italie : 1er septembre 1957 (Mostra de Venise 1957) ; 27 septembre 1957 (sortie nationale)
  - France : 11 mars 1959[2]

## Distribution
- Lea Massari : Lucia Moretti
- Enrico Pagani : Mario Bonelli
- Lilla Brignone : Antonietta, la mère de Lucia
- Sergio Tofano : Le père de Lucia
- Carlo D'Angelo : Le substitut
- Cosetta Greco : Lina
- Armando Anzelmo : Le Monseigneur
- Guglielmo Inglese : Le professeur de neurologie
- Adriana Facchetti :
- Guido Celano : Le médecin de l'hôpital
- Paolo Tilche
- Gina Amendola : Mme Barberis

## Accueil critique
Le tournage du film a commencé en 1955 et le film est sorti deux ans plus tard. À la sortie du film, Giuseppe Marotta déclare que Rien que nous deux est « de loin le meilleur film de Castellani », tandis que Guido Aristarco émet un jugement positif non pas tant pour le scénario que « pour la compétence technique, le soin extrême et prolongé (près de deux ans de travail) avec lequel le réalisateur s'est occupé du film. On dirait presque que Castellani s'appuie sur cette compétence technique, sur ses manières qui ne deviennent pas du style, ou pas du tout du style comme chez Antonioni, avec la ténacité de quelqu'un qui, arrivé à maturité, n'a rien d'autre à faire que de travailler sur les finitions, sur le ciselage ». Un demi-siècle plus tard, Pietro Cavallo affirme que derrière l'intrigue banale se cache un film qui témoigne de manière frappante des changements de la société italienne, en particulier de la découverte de la jeunesse comme sujet social,. Bien que Castellani ait été un précurseur du néoréalisme rose, « tout le film s'avère truffé, entre un sourire et un autre, de pressentiments et de symboles de mort ».